# پایگاه هوایی مورون
پایگاه هوایی مورون (به انگلیسی: Morón Air Base) (به زبان بومی: Base Aérea de Morón) یک فرودگاه نظامی با کد یاتا OZE است که یک باند فرود آسفالت دارد و طول باند آن ۳۵۹۷ متر است. این فرودگاه در کشور اسپانیا قرار دارد و در ارتفاع ۸۷ متری از سطح دریا واقع شده‌است.